# Bocula xanthostola
Bocula xanthostola là một loài bướm đêm thuộc họ Noctuidae. Nó được tìm thấy ở Sri Lanka, bán đảo Mã Lai, Sumatra và Borneo.